# Self Organizing Network
 (décembre 2020).
Si vous disposez d'ouvrages ou d'articles de référence ou si vous connaissez des sites web de qualité traitant du thème abordé ici, merci de compléter l'article en donnant les références utiles à sa vérifiabilité et en les liant à la section « Notes et références ».
Le Self Organizing Networks (S.O.N.) est une technologie conçue pour permettre l’auto-configuration, l’auto-exploitation et l’auto-optimisation des équipements des réseaux cellulaires de téléphonie mobile. Il permettra un déploiement rapide de nouvelles BTS (Base Transceiver Station) ou d'eNode B sans nécessiter l’intervention de spécialistes pour modifier les équipements préexistants.
Dans les réseaux cellulaires 2G et 3G, de nombreux paramètres de réseau sont configurés manuellement. La planification, la mise en service, la configuration, l’intégration et la gestion de ces paramètres sont efficaces et fiables pour l’exploitation du réseau mais leur coût est très élevé pour les opérateurs. En plus, ces interventions manuelles sont souvent sources d’erreurs et relativement lentes.
C’est pour remédier à ces problèmes que le groupe 3GPP (3rd Generation Partnership Project) a élaboré la technologie SON (Self optimizing/organizing Network) dans les normes LTE et LTE Advanced. Le but recherché est de permettre une auto-configuration des équipements, améliorant ainsi la flexibilité et les performances du réseau tout en réduisant les coûts et les délais.

## Présentation du LTE
Le LTE est un standard de réseaux mobiles, développé par le groupe 3GPP. Bien que souvent commercialisé comme une technologie 4G, le LTE est une technologie pré-4G. Plusieurs raisons ont poussé le groupe 3GPP à élaborer la norme LTE parmi lesquelles on peut citer :
- La demande croissante de débit et de qualité de service.
- La nécessité d’assurer la continuité de la compétitivité du système 3G vis-à-vis des technologies concurrentes (WiMAX).
- L’optimisation des systèmes à commutation de paquets.
- La réduction de la complexité.

### Les caractéristiques du LTE
Le LTE est un ensemble d’améliorations des technologies 3G préexistantes. Il offre un débit de donnée crête sur la voie montante de 50 Mbit/s, un débit pic théorique de 100 Mbit/s à 300 Mbit/s sur la voie descendante et un temps d’aller-retour (RTT) de moins de 10 ms sur l’interface radio (RAN). Le LTE utilise une largeur de bande de 2x20 MHz et supporte le duplexage temporel (TDD) ou fréquentiel (FDD) ; la taille des cellules est de 2 km à 20 km pour des performances optimales.
Ces performances sont possibles grâce à l’utilisation d’antennes MIMO (Multiple Input Multiple Output) associées avec les techniques de transmission OFDM (Orthogonal Frequency Division Multiplexing), d’accès multiples : OFDMA (OFDM Multiple Access) sur la voie descendante et la technique SC-FDMA (Single-Carrier FDMA) sur la voie montante.
Le LTE n’était pas formellement à l'origine une norme 4G car elle n’était pas entièrement conforme aux exigences de l’IMT Advanced 4G définies par l’UIT, mais elle est une étape vers la vraie norme de 4e génération : LTE Advanced.

## LTE-Advanced
Comme son nom l’indique, le LTE Advanced (LTE release 10 et 11) est une amélioration de la norme LTE (release 8) ; c’est une norme de la 4e génération qui répond aux exigences émises par l’IMT Advanced. Le LTE-A offre des débits de données supérieurs à ceux fournis par LTE, ainsi qu'une architecture tout-IP qui ne fait pas de distinction entre les réseaux mobiles et les réseaux fixes [3].

### Les caractéristiques du LTE-Advanced
Le LTE-A utilise une agrégation de porteuses qui permet d’obtenir une largeur de bande jusqu'à 100 MHz. Les débits envisagés sont : 1 Gbit/s sur la voie descendante et 500 Mbit/s sur la voie montante. Un des avantages importants du LTE-A est la capacité à tirer parti des réseaux hétérogènes dans lesquels des nœuds de faible puissance (pico eNB, home NB) sont distribués dans des réseaux de macro-cellules. Ce déploiement permet d’optimiser les performances du réseau et est relativement peu coûteux.
- Pico : c’est une petite station de base couvrant une petite zone, notamment dans des bâtiments (bureaux, centres commerciaux, gares, etc.) pour étendre la couverture du réseau d’un opérateur (puissance d’émission comprise entre 20 dBm et 30 dBm).

- Femto (HeNB) : c’est une petite station de base cellulaire, généralement conçue pour une utilisation dans une maison ou une petite entreprise. La Femto est reliée au réseau cœur de l’opérateur et lui permet d'étendre la couverture des services à l'intérieur, en particulier là où l'accès serait par ailleurs limité ou indisponible. Contrairement au Pico, la mise en place d'une Femtocell est à la charge du client, puissance d’émission inférieure à 13 dBm (20 mW)[réf. souhaitée].

- Relais : il offre une extension de la couverture en amplifiant et transmettant les ondes reçues de l’eNode B.

## Auto-configuration
La mise en place de nouveaux  équipements dans le réseau cellulaire présente un coût élevé pour les opérateurs. En plus du prix du matériel, il faut tenir compte des coûts dus à la configuration et à la reconfiguration des stations de base adjacentes qui nécessitent la présence d’un ou de plusieurs experts sur le terrain.
L’auto-configuration a pour but de réduire les coûts de l’intervention humaine en introduisant des fonctionnalités ‘‘plug & play’’ dans les eNode B. Elle comprend toutes les tâches nécessaires pour automatiser le déploiement et la mise en service de réseaux ainsi que la configuration des paramètres.
Lors de la première mise sous-tension du eNode B, il devrait :
- détecter la liaison de transport et établir une connexion avec les éléments du réseau cœur  ;
- télécharger et mettre à jour la version du logiciel correspondant ;
- installer les paramètres de configuration initiale, y compris les relations de voisinage ;
- effectuer un auto-test et se mettre en mode opérationnel.

## Auto-optimisation
L'auto-optimisation se déroule en  mode opérationnel et permet aux  opérateurs de bénéficier  d’une optimisation dynamique (équilibrage de charges, économie d’énergie...). Un "Self Organizing Network" automatise les tâches  en effectuant des mesures sur les équipements de réseau ; il détecte les problèmes de qualité de service, identifie la cause, et  prend automatiquement des mesures correctives sur la base de la  statistiques de mesures de performance de l’OMC (Operation and Maintenance Center). Cette optimisation autonome permet de traiter  plus rapidement les problèmes et d’améliorer les performances du réseau.